# Rów Zuberski

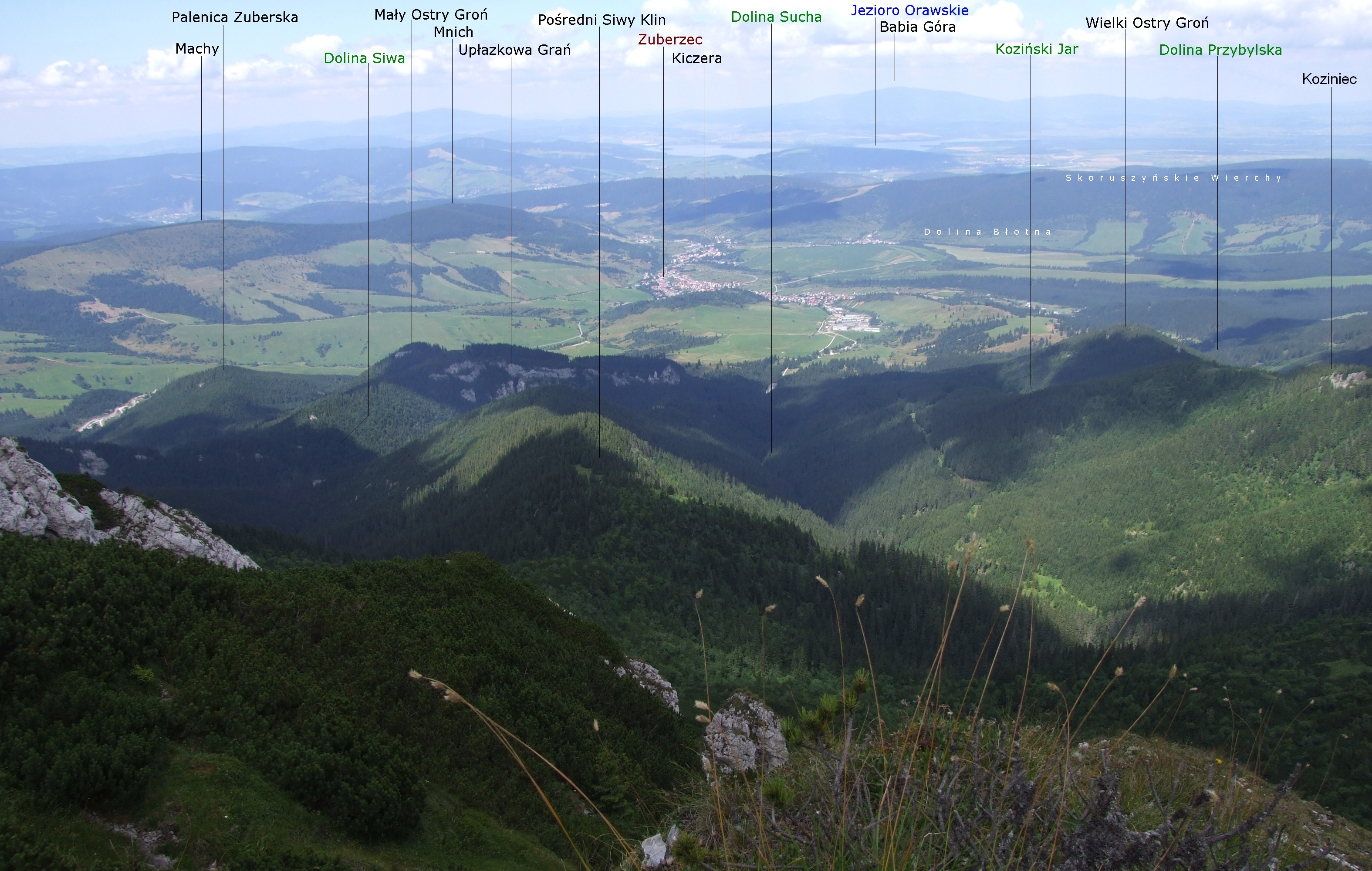
Widok na Rów Zuberski z Siwego Wierchu

Rów Zuberski (słow. Zuberská brázda) – odcinek Rowu Podtatrzańskiego od Wyżniej Huciańskiej Przełęczy po przełęcz Borek. Oddziela on Tatry Zachodnie od Skoruszyńskich Wierchów. W całości znajduje się na Słowacji. Tworzą go kolejno: Dolina Borowej Wody, Kotlina Zuberska i Dolina Błotna. Słowacy czasami nazwą Zuberski Rów obejmują także Rów Huciański i Kotlinę Orawicką.
Nazwa pochodzi od miejscowości Zuberzec (słow. Zuberec), znajdującej się w środkowej części Rowu Zuberskiego. W miejscowości tej do Rowu Zuberskiego dołącza wielka tatrzańska dolina Zimnej Wody, która jednak nie kończy się tutaj, lecz opada dalej w północno-zachodnim kierunku. Tak więc na odcinku między miejscowościami Zuberzec i Habówka Rów Zuberski ma wspólny odcinek z tą doliną. W Habówce znajduje się najniższe miejsce Rowu Zuberskiego. Opuszcza on tutaj dolinę Zimnej Wody, zmienia kierunek na północno-wschodni i stopniowo podnosi się Doliną Błotną po zachodnie stoki przełęczy Borek. Zalesiony grzbiet, w którym znajduje się przełęcz Borek nie należy już do Rowu Podtatrzańskiego, grzbiet ten tworzy przerwę w jego przebiegu.
Rów Zuberski jest w większości bezleśny. Dno Doliny Borowej Wody i Doliny Błotnej, Kotlinę Zuberską i zbocza Pogórza Skoruszyńskiego zajmują wielkie łąki i zabudowania Zuberzca i Habówki. W większości zalesione są natomiast zbocza tatrzańskie.